# Reformierte Kirche Davos Laret

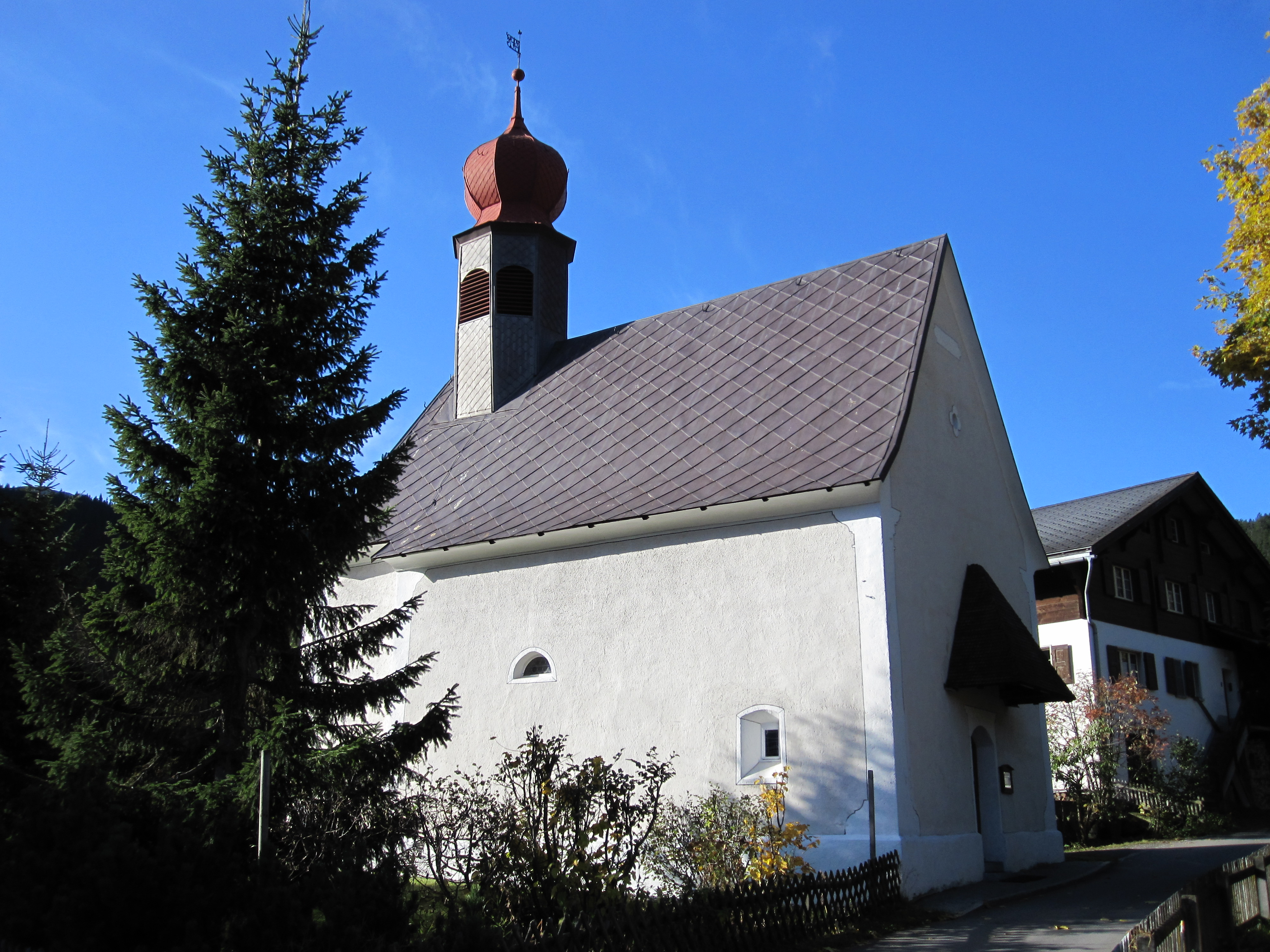
Aussenansicht

Die reformierte Kirche im Weiler Laret bei Davos ist ein evangelisch-reformiertes Gotteshaus unter dem Denkmalschutz des Kantons Graubünden. 

## Geschichte und Ausstattung
Die Kirche wurde 1793 errichtet. Einer letztmaligen Renovierung wurde sie 1993 unterzogen, wobei  farbige Fenster des Künstlers Hermann A. Sigg in den Chor eingefügt wurden. 
Die Kirche trägt über dem Portal ein Giebel- und über dem Chor ein Walmdach mit Dachreiter und aufgesetztem Zwiebelhelm.
Der dreiseitig geschlossene polygonale Chor umfasst knapp 25 m² und wird linksseitig von einer Kanzel mit Schalldeckel begrenzt. In seiner Mitte befindet sich ein Tauftisch, auf dem auch nach reformiertem Bündner Brauch das Abendmahl gefeiert wird.

## Kirchliche Organisation
Die Kirche Laret gehört in der Evangelisch-reformierten Landeskirche Graubünden zur Kirchgemeinde Davos Dorf/Laret verbunden.

## Galerie

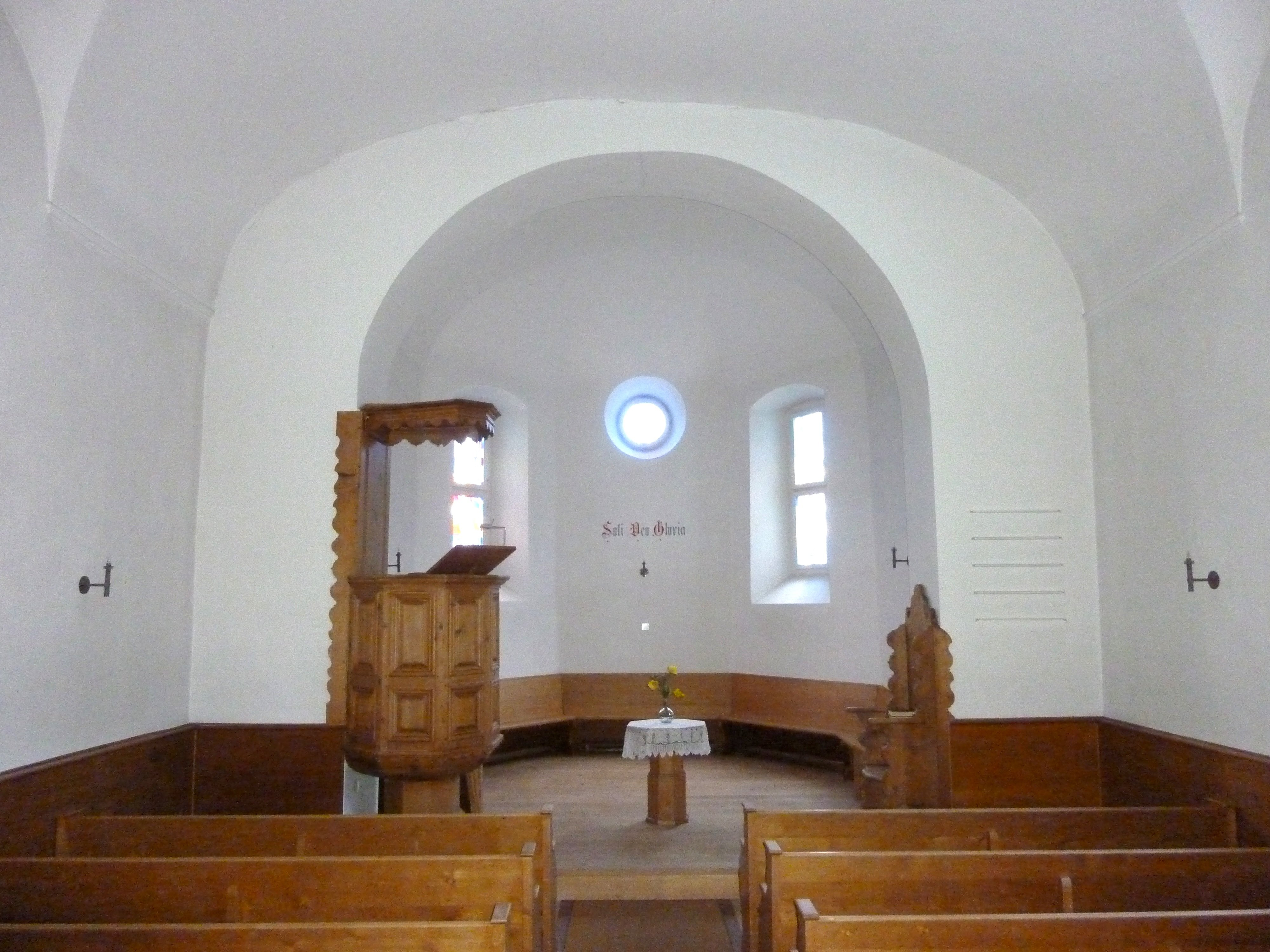
Innenansicht
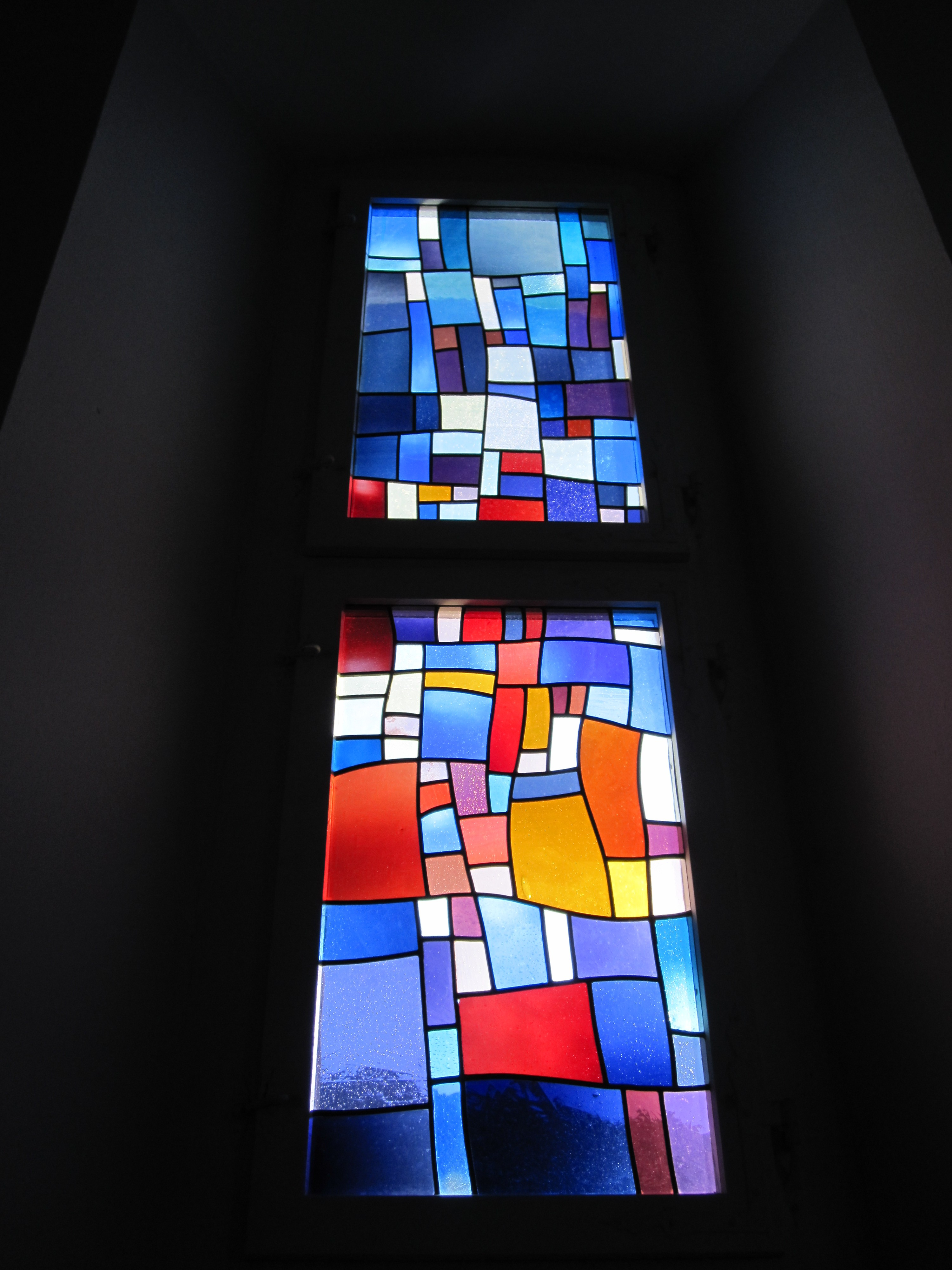
Glasfenster im Chor
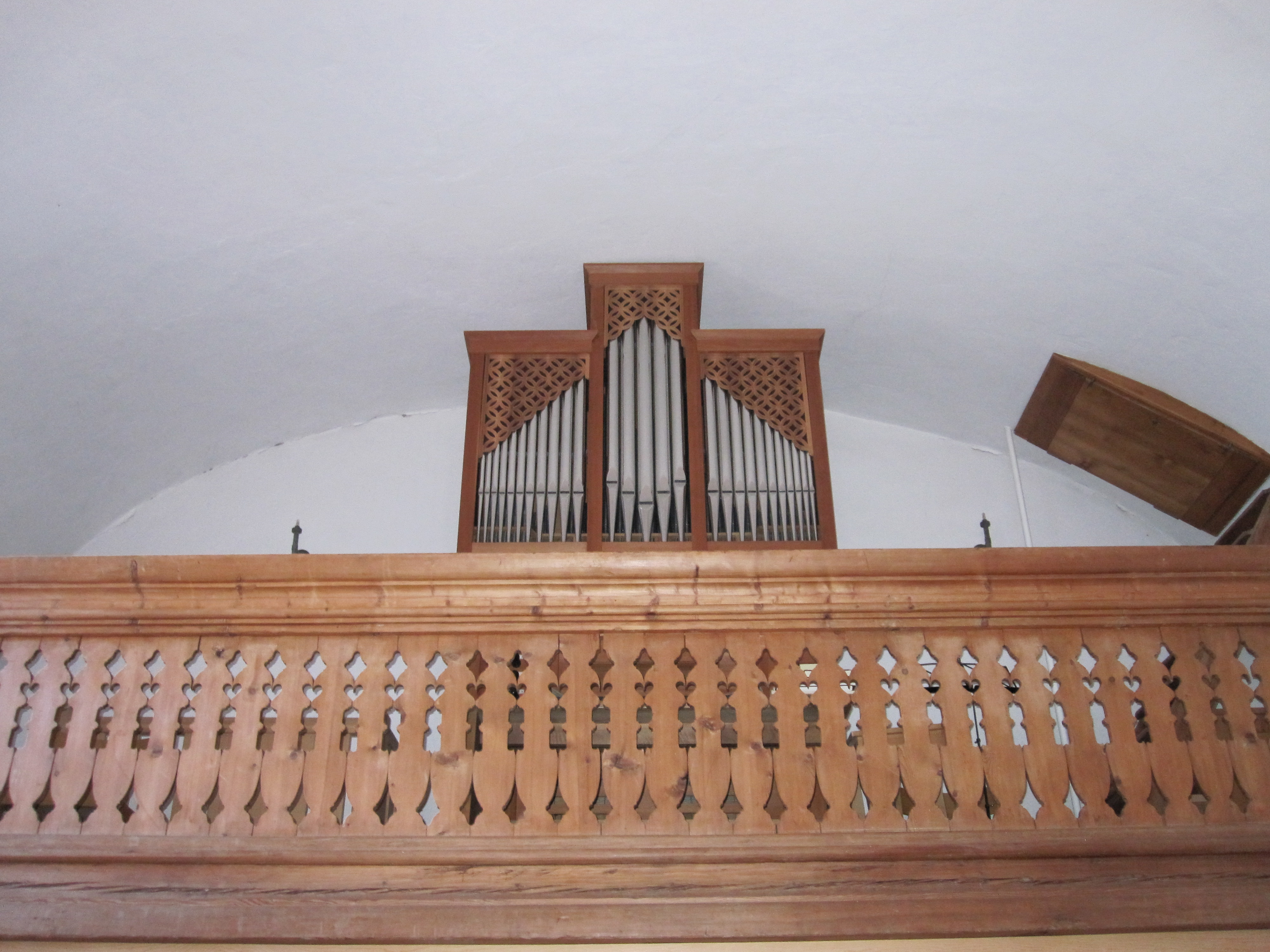
Orgel
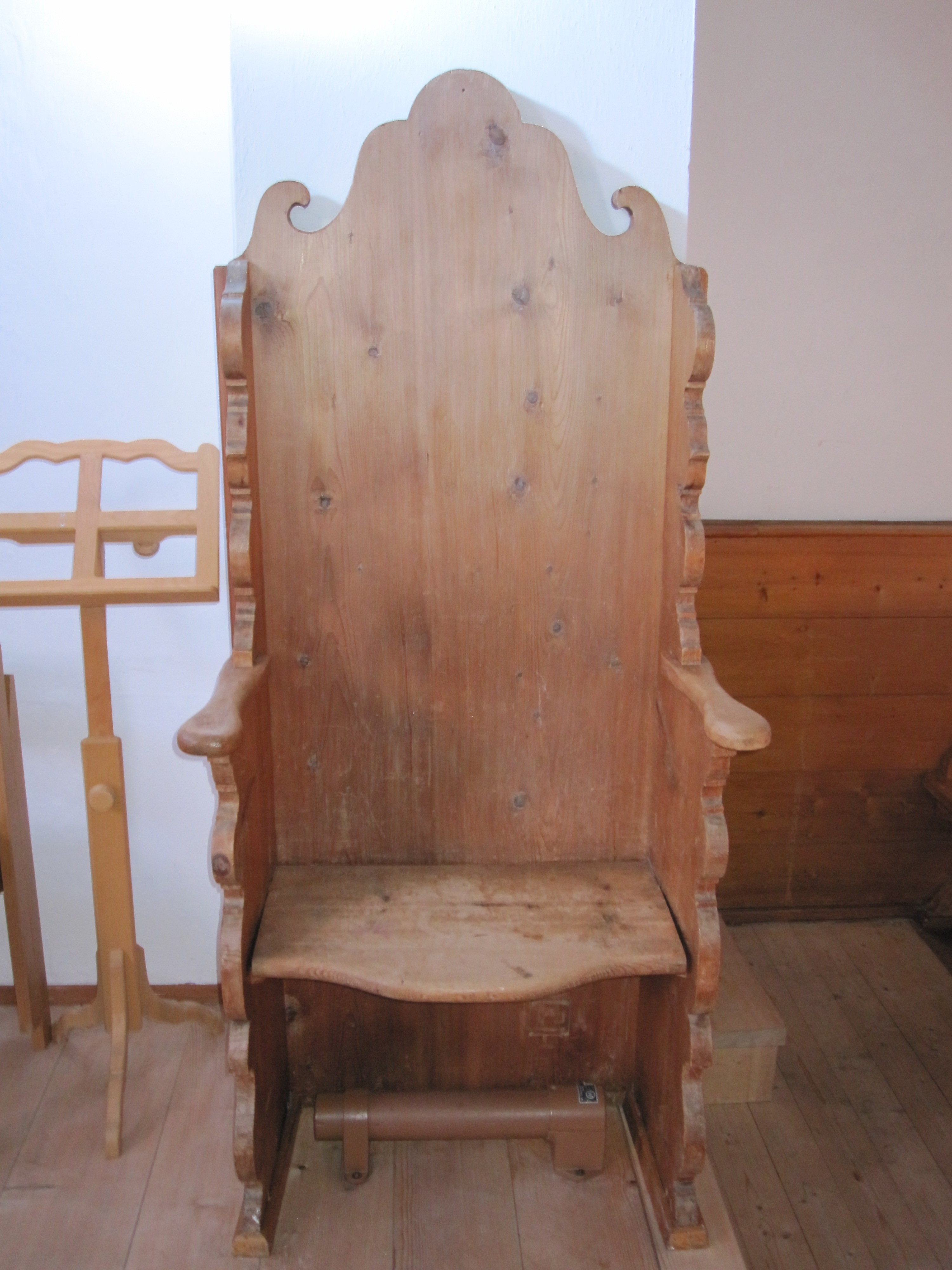
Predigerstuhl